# Surveillance en droit français
La surveillance en droit français s'exerce selon différentes modalités selon les champs d'observation. Elle vise, globalement, à prévenir le risque d'activités jugées « dangereuses », et cela dans des domaines fort variés (criminalité ou, plus globalement, délinquance, mais aussi santé, etc.). Elle implique différents dispositifs de traçabilité, de fichage (plus de 45 fichiers en 2009), voire de vidéosurveillance. La surveillance peut aussi s'exercer dans une relation de travail.

## Législation
Les principaux textes qui régissent les différentes formes de surveillance, d'enregistrement, de visionnage et de conservation des vidéos sont :
- l'arrêté du 3 août 2007 définissant les nouvelles normes techniques applicables à la vidéosurveillance, complété par le décret du 22 janvier 2009 et la circulaire du ministre de l'Intérieur du 12 mars 2009 ;
- la loi n° 95-73 du 21 janvier 1995 d'orientation et de programmation relative à la sécurité[1], modifiée par la loi du 23 janvier 2006 et décret d'application du 17 octobre 1996 régissant l'usage des systèmes de vidéosurveillance ;
- le décret du 15 janvier 1997 relatif aux obligations de surveillance ou de gardiennage incombant à certains propriétaires, exploitants ou affectataires de locaux professionnels ou commerciaux ;
- la loi relative à l'informatique, aux fichiers et aux libertés du 6 janvier 1978 ;
- l'arrêté du 6 mars 2009 fixant les conditions de certification des installateurs de vidéosurveillance.

## Généralités en droit pénal
En droit pénal, la surveillance s'exerce selon diverses modalités, selon qu'on soit :
- au stade de l'enquête policière ou judiciaire (écoutes téléphoniques, contrôle judiciaire préalable à un procès, etc.) ;
- au stade de l'application de la peine (surveillance exercée sur les prisonniers et leurs contacts avec l'extérieur, peines alternatives tels que le placement sous surveillance électronique mobile (PSEM, ou bracelet électronique) ;
- ou au stade ultérieur à la purgation de la peine (rétention de sûreté, qui est alors une privation de liberté succédant à la peine de privation de liberté, ou « surveillance de sûreté », qui implique le PSEM, ainsi que les différents fichiers).

### Surveillance du «crime organisé»
Le « crime organisé » est une notion large définie à l'art.706-73 et 706-74 du Code de procédure pénale, qui comprend une série d'infractions commises en « bande organisée » (art. 221-4 du Code pénal), dont le meurtre, les « crimes de tortures et d'actes de barbarie », d'enlèvement et de séquestration, les crimes de terrorisme (art. 421-1 à 421-6 du Code pénal), ainsi que l'« association de malfaiteurs » lorsqu'elle a trait à certains des crimes ici mentionnés, mais aussi d'autres crimes tels que le trafic de stupéfiants, le proxénétisme, la destruction, dégradation et détérioration d'un bien, ou encore les « délits d'aide à l'entrée, à la circulation et au séjour irréguliers d'un étranger en France commis en bande organisée ».
Dans ces cas-là, la sonorisation et la fixation d'images est possible lors de l'enquête (art. 706-96 du CPP). En 2008, la Cour de cassation a considéré régulier un arrêt jugeant illégale la sonorisation d'un parloir dans le cadre d'une enquête de meurtre, cette infraction ne relevant pas de l'art. 706-96 du CPP s'il n'est pas commis en « bande organisée » .

## Généralités en droit du travail
En France, l'employeur dispose d'un pouvoir de direction, de contrôle et de sanction à l'encontre de son salarié. C'est en vertu du pouvoir de contrôle qu'il peut surveiller le salarié dans le cadre de son travail. Cependant, il doit aussi respecter la vie privée du salarié, et c'est pourquoi le droit de surveiller le salarié est encadré.
L'employeur peut notamment contrôler les outils professionnels, dont numérique, du salarié, ainsi que recourir à la vidéosurveillance. L'usage de la géolocalisation est extrêmement limité, et les dispositifs biométriques ne peuvent être utilisés qu'à des fins de contrôle et de sécurité.

## Moyens de surveillance

### Les services du renseignement national
Les services de renseignement disposent de différents dispositifs de surveillance, allant des agents infiltrés aux fichiers (notamment celui des Renseignements généraux) en passant par Frenchelon. Outre Frenchelon, le renseignement d'origine électromagnétique utilise aussi le système EMERAUDE (Ensemble mobile écoute et recherche automatique des émissions).

### Les écoutes téléphoniques
En 2007, la France dispose à l'Uclat (Unité de coordination de lutte anti-terroriste), d'un système pouvant traiter 20 000 requêtes par an, dont les deux tiers sont faites à la demande de la DST et des RG. L'écoute au sens strict est :
- judiciaire, c'est-à-dire ordonnée par un magistrat dans un cadre légal strict ;
- ou administrative, c'est-à-dire ordonnée sous la responsabilité du Premier ministre à la demande de certains ministères dans des affaires de terrorisme, sécurité économique ou autres. Dans ce cas, l'opportunité des écoutes est contrôlée par une commission indépendante, la CNCIS (Commission nationale de contrôle des interceptions de sécurité).

Dans le domaine bancaire, les écoutes sont enregistrées pour une durée variant de six mois à cinq ans.
Les écoutes téléphoniques (ainsi que la vidéosurveillance) ont été facilitées par la loi n° 2006-64 du 23 janvier 2006 relative à la lutte contre le terrorisme. L'article 6 impose aux opérateurs télécoms, aux fournisseurs d'accès (FAI), mais aussi à tout établissement public proposant un accès à Internet, comme les cybercafés, de conserver les données de connexion ("logs") jusqu'à un an.

### Le fichage
La France disposait en 2007 de 36 fichiers de police, de gendarmerie et de justice ; elle en dispose de 45 en 2009. Ceux-ci servent des finalités multiples et diverses, allant bien au-delà du casier judiciaire. Certains, tels le STIC, enregistrent les données personnelles des victimes ou des simples suspects, même au-delà d'un non-lieu éventuel ou de leur disculpation complète (voir aussi le FNAEG, ou fichier ADN).

### La vidéosurveillance
La vidéosurveillance, rebaptisée « vidéoprotection » par la LOPPSI de 2010, est encadrée par plusieurs règlements. Les lieux ouverts au public (restaurants, magasins…) souhaitant s'équiper d'un dispositif doivent au préalable faire une demande en préfecture. Le public doit être averti de son existence et du risque d'être filmé. Le personnel doit également être informé de l'installation ; le dispositif doit être présenté au comité d'entreprise s'il y en a un. Les lieux fermés au public relèvent de la Commission nationale de l'informatique et des libertés (CNIL).
En France, la vidéosurveillance est une preuve admissible devant les tribunaux sous certaines conditions .
L'arrêté du 3 août 2007 définit les normes techniques des images. La ministre de l'Intérieur Michèle Alliot-Marie a mis en place en octobre 2007 un plan dit de « vidéoprotection », dont une partie consiste à raccorder les centres de supervision urbaine (CSU), géré par les communes, aux commissariats et aux postes de gendarmerie; 80 raccordements avaient été faits en mai 2008, permettant aux forces de l'ordre d'avoir un accès direct aux images enregistrées par les caméras installées par les mairies. Le Fonds interministériel de prévention de la délinquance (FIPD) peut financer à 100 % ces raccordements (toute question doit être adressée à videoprotection@intérieur.gouv.fr) . Ces centres de supervision sont souvent protégés par des dispositifs biométriques de contrôle d'accès.
En avril 2008, la CNIL a adressé une note au ministre de l'Intérieur, dans laquelle elle estime que le développement des enregistrements numériques sur disque dur rend une intervention systématique de sa part pertinente.
La tentative de légaliser la transmission des images filmées par des caméras présentes dans les parties communes des immeubles aux forces de l'ordre a été jugée contraire à la vie privée par le Conseil constitutionnel (décision concernant la loi sur les violences en bande de 2010).
Depuis l'initiative de Patrick Balkany dans les années 1990 à Levallois, la vidéosurveillance s'est installé en France : les professionnels reconnaissent installer chaque année entre 25 et 30 000 nouveaux systèmes de vidéosurveillance. En 1998 le nombre de caméras en France était estimé à un million dont 150 000 dans le domaine public[réf. nécessaire]. En 2007, le nombre de caméras "autorisées" (donc dans l'espace public) était estimé à 340 000 mais pourrait atteindre un million d'ici peu selon le site du Premier ministre Ces caméras sont présentes dans les aéroports et les gares, sur le réseau routier, dans les transports publics.
Dans les transports en commun, la SNCF (RER B et D) et la RATP ont équipé leurs gares et stations d'« équipement à agent seul » (EAS). Les premiers équipements de ce type ont été testés en 1976.
À Paris, le maire Bertrand Delanoë a apporté son soutien au projet élaboré par la Préfecture de Police pour renforcer la vidéosurveillance, ce qui lui a valu une « récompense » des Big Brother Awards en 2009.

## Objets de surveillance

### L'habitat
Depuis la loi du 5 mars 2007 relative à la prévention de la délinquance, le Code de construction et de l'habitation impose aux « propriétaires, exploitants ou affectataires » d'immeubles ou de locaux professionnels, commerciaux, etc., « le gardiennage ou la surveillance » de ceux-ci ainsi que des « mesures permettant d'éviter les risques manifestes pour la sécurité et la tranquillité des locaux » . Autrement dit, la sécurité privée devient une obligation publique.
De même, l'art. L126-1, créé par la loi du 21 janvier 1995 sur la sécurité, permet aux propriétaires ou exploitants d'immeubles d'accorder à la « police et à la gendarmerie nationales », ainsi qu'à la police municipale (depuis la loi du 15 novembre 2001 sur la sécurité quotidienne), une « autorisation permanente de pénétrer dans les parties communes de ces immeubles ». Dans les copropriétés, cette décision est prise à la majorité des voix.

### La santé
La surveillance de l'état de santé de la population est confiée à l'Institut de Veille Sanitaire ainsi qu'à des réseaux de médecins, comme le réseau Sentinelles de l'Inserm. La surveillance clinique est de plus en plus utilisée pour informer la politique publique dans l’allocation de soins médicaux. Alors que la santé devient de plus en plus dépendante des systèmes d’information et la surveillance clinique de plus en plus répandue, des préoccupations concernant l’intimité des patients peuvent surgir.